# Drosnay
Drosnay è un comune francese di 182 abitanti situato nel dipartimento della Marna nella regione del Grande Est.

## Società

### Evoluzione demografica
Abitanti censiti